# Miguel Ortega y Sala
Miguel Ortega y Sala (1848-post. 1910) fue un ingeniero militar y profesor español.

## Biografía
Nacido en Barcelona el 7 de abril de 1848, ingresó en la Academia de ingenieros militares en 1864. Como oficial de dicho cuerpo participó en la tercera guerra carlista. En el sitio de la Seo de Urgel fue herido gravemente al volar la escarpa del castillo.
Fue profesor de la Academia de Ingenieros desde 1877 hasta 1886. Por real orden de 23 de abril de 1879 fue recompensado con el grado de teniente coronel por sus Lecciones de geometría descriptiva y en 1881 con el de coronel por otra obra sobre Trigonometría. En 1884 se abrió concurso para elegir una obra de Geometría que sirviera de texto para la Academia General Militar y fue aceptada la presentada por Ortega y Sala. Estas tres obras obtuvieron medalla de oro en la Exposición Universal de Barcelona celebrada en 1888. Recibió una encomienda de Isabel la Católica por real orden del 31 de diciembre de 1879. En 1910 se le concedía el retiro.

## Obras
- Trigonometría. Madrid, imp. del Memorial de ingenieros, 1881. Un tomo en 4.º 184 págs. y dos láms. De texto en la Academia de Ingenieros militares.[1]
- Geometría. Guadalajara, librería y casa editorial Hernando, 1885. Dos tomos.[4][a]
- Elementos de geometría y nociones de álgebra.[1]
- Elementos de geometría y nociones de topografía.[1]
- Lecciones de geometría descriptiva, 3.ª edición. Barcelona imp. de los sucesores de N. Ramirez, 1886. Un tomo en 4.° XVI-142 págs. y un atlas de 23 láminas. Escrita con la colaboración de Pedro Pedraza. De texto en la Academia.[1]